# Hydraena wattsi
Hydraena wattsi är en skalbaggsart som beskrevs av Perkins 2007. Hydraena wattsi ingår i släktet Hydraena och familjen vattenbrynsbaggar. Inga underarter finns listade i Catalogue of Life.